# Destiny (àlbum)
Destiny és el setè àlbum d'estudi de la banda finlandesa de power metal Stratovarius. L'àlbum va ser enregistrat entre abril i juliol de 1998 i llençat al mercat el 5 d'octubre de 1998 a través de la discogràfica T&T, filial de Noise Records. Va assolir la posició número 1 en la llista de vendes d'àlbums de Finlàndia i s'hi va mantenir a dins durant 17 setmanes. "SOS", llençat com a single, va assolir la posició número 2 en la llista de vendes de singles de Finlàndia i mantenint-s'hi durant onze setmanes.
El 2016 es va editar una nova remasterització de l'àlbum editada per la discogràfica Edel Music, amb una portada renovada, i en format de doble àlbum. El primer disc inclou la versió original de l'àlbum i els tres bonus tracks mentre que el segon disc inclou l'àlbum Visions of Destiny, un àlbum en directe enregistrat en un concert a Hèlsinki el 1999 durant la gira de Destiny.

## Llista de cançons
| Núm.          | Títol                  | Lletra                 | Durada |
| ------------- | ---------------------- | ---------------------- | ------ |
| 1.            | «Destiny»              | Tolkki                 | 10:15  |
| 2.            | «S.O.S»                | Timo Kotipelto, Tolkki | 4:15   |
| 3.            | «No Turning Back»      | Tolkki                 | 4:22   |
| 4.            | «4000 Rainy Nights»    | Tolkki                 | 6:00   |
| 5.            | «Rebel»                | Tolkki                 | 4:16   |
| 6.            | «Years Go By»          | Tolkki                 | 5:14   |
| 7.            | «Playing with Fire»    | Kotipelto              | 4:15   |
| 8.            | «Venus in the Morning» | Tolkki                 | 5:35   |
| 9.            | «Anthem of the World»  | Tolkki                 | 9:31   |
| Durada total: | Durada total:          | Durada total:          | 53:43  |

| 10. | «Cold Winter Nights» | Kotipelto | 5:13 |

| 10. | «Dream with Me» (music: Kotipelto) | Kotipelto | 5:13 |

| 12. | «Blackout» (cover de Scorpions; música: Rudolf Shenker) | Klaus Meine, Herman Rarebell, Sonja Kittelsen | 4:08 |

## Crèdits
- Timo Kotipelto – veu principal
- Timo Tolkki – guitarra, veus de suport, masterització, producció
- Jens Johansson – teclats, clavicèmbal
- Jörg Michael – bateria
- Jari Kainulainen – baix elèctric

- Max Savikangas – orquestra de corda
- Eicca Toppinen – orquestra de corda
- Sanna Salmenkallio – orquestra de corda
- "Unknown" – orquestra de corda
- Cantores Minores – cor masculí
- Timo Ojala – direcció
- Mikko Karmila – enginyer de so, mescla
- Mika Jussila – masterització
- Pauli Saastamoinen – masterització
- Marco Bernard – disseny artístic de la portada

## Llistes de vendes

### Àlbum
| Any  | Gràfic                                 | Posició |
| ---- | -------------------------------------- | ------- |
| 1998 | Llista de vendes d'albums de Finlàndia | 1       |
| 1998 | Llista de vendes d'àlbums d'Alemanya   | 89      |

### Singles
| Any  | Títol | Gràfic                                   | Posició |
| ---- | ----- | ---------------------------------------- | ------- |
| 1998 | "SOS" | Llista de vendes de singles de Finlàndia | 2       |